# 蘭迪·紐格鮑爾
蘭迪·紐格鮑爾（英語：Randy Neugebauer；1949年12月24日—）是美国的一位政治人物，自2003年開始擔任德克萨斯州的聯邦眾議員。他的黨籍是共和黨。在2011年的一份調查中，紐格鮑爾被評為美国国会最保守的議員。2015年9月17日，紐格鮑爾宣布他不會在2016年尋求連任。